# Una posibilidad entre mil
Una posibilidad entre mil és un còmic autobiogràfic escrit i dibuixat per Cristina Durán Costell (València, 1970) i Miquel À. Giner Bou (Benetússer, 1969).
El llibre ha rebut crítiques favorables de la premsa especialitzada. També ha servit com un recurs en el camp de la medicina, en el científic i social.

## Vida editorial
Una posibilidad entre mil va ser publicat primer en 2009 per l'editorial madrilenya independent Sinsentido, un dels segells espanyols pioners en la difusió de la novel·la gràfica i del còmic d'autor espanyol i estranger. Durant la seva primera vida editorial entre 2009 i 2014, les ediciones Sinsentido van treure tres tirades (les dues primeres de 1500 exemplars i la tercera de 2000) i es van vendre gairebé 5000 exemplars de l'obra, la qual cosa és bastanta si es considera que la tirada mitjana d'un còmic a Espanya en 2016 era de 2749 exemplars.

## Recepció
L'obra va gaudir de nombroses ressenyes en la premsa i en Internet, a més va obtenir bona cobertura a Espanya i va rebre crítiques favorables, fins a arribar a formar part de les «25 joies del còmic espanyol del segle XXI», segons un article del suplement cultural Babelia, del diari El País. Totes aquestes obres van ser seleccionades per personal especialitzat. També va ser guardonada en els Premis Turia de 2012 per Millor Contribució Cultura del Còmic, Premi Flash Back 2013, trofeu Les BD qui Font la Différence, certamen convocat per l'associació Sans Tambour ni Trompettes que obrava contra la discriminació de les persones amb discapacitat i finalista del Premi Nacional del Còmic del Ministeri de Cultura i Esport en 2010. En aquest mateix any, l'editorial belga Dargaud va traduir l'obra al francès amb el títol Une chance sur un million.
Després del tancament de les edicions Sins Entido en 2014, l'editorial bilbaïna Astiberri van tornar a editar "Una posibilidad entre mil". Publicada en 2017 sota el títol "Una posibilidad", aquesta nova edició reuneix també La máquina de Efrén, Una altra obra autobiogràfica que prolonga la saga familiar de la parella Durán i Giner Bou, en la qual narra les llargues i nombroses etapes del procés d'adopció pel qual van passar per a arribar a ser els pares de Selamawit, una nena etíop.
La duradora vida comercial feta de diferents tirades i edicions d' "Una posibilidad entre mil" confirma l'interès creixent del públic per les obres de no ficció i, en particular, per subcategories genèriques com el còmic social i la medicina gràfica. D'altra banda, fora del públic habitual del còmic, aquesta obra s'ha convertit en un recurs vital com a «eina de divulgació i comunicació científica», també emprada com a «eina de visibilitat i acció social».